# Blade (serie animata)
Blade (ブレイド?, Bureido) è un anime di dodici episodi trasmesso da Animax a partire dal 1º luglio 2011 ed ispirato al personaggio Blade della Marvel Comics. L'anime è il quarto nonché ultimo del progetto Marvel Anime, in cui alcuni personaggi della Marvel sono stati adattati in animazione dallo studio di animazione giapponese Madhouse.
La storia è scritta da Dai Fujita e Kenta Fukasaku, figlio del compianto Kinji Fukasaku. Jamie Simone ha ricoperto il ruolo di direttore del casting, produttore di revisioni e direttore vocale per la versione inglese, dove è stato assistito da Mary Elizabeth McGlynn.
È stato trasmesso per la prima volta in Giappone su Animax dal 1º luglio al 16 luglio 2011, negli Stati Uniti è andato in onda su G4 dal 13 gennaio al 2 aprile 2012 e su Vicenland e in Australia su Sci Fi.

## Trama
Blade, un cacciatore di vampiri detto "Diurno" è nato con sangue umano e vampiro nelle sue vene, dopo che un vampiro ha attaccato sua madre (Tara Brooks). Mentre si trova in Giappone per una missione, dovrà affrontare non solo Diacono Frost, il terribile e crudele vampiro che ha ucciso sua madre, ma dovrà anche vedersela con una misteriosa organizzazione criminale di vampiri, "Existence".

## Personaggi e doppiatori
| Personaggi                                       | Doppiatori originali (giapponesi) | Doppiatori inglesi            | Doppiatori italiani |
| ------------------------------------------------ | --------------------------------- | ----------------------------- | ------------------- |
| Eric Brooks/Blade Eric Brooks da giovane (ep. 4) | Akio Ohtsuka Junko Minagawa       | Harold Perrineau Noah Bentley |                     |
| Makoto                                           | Maaya Sakamoto                    | Kim Mai Guest                 |                     |
| Noah van Helsing                                 | Osamu Saka                        | Troy Baker                    |                     |
| Diacono Frost                                    | Tsutomu Isobe                     | JB Blanc                      |                     |
| Tara Brooks                                      | Atsuko Tanaka                     | Nayo Wallace                  |                     |
| James "Logan" Howlett/Wolverine (ep. 7)          | Rikiya Koyama                     | Milo Ventimiglia              |                     |
| Kikyo Mikage (ep. 8-9, 12)                       | Masato Hagiwara                   | Steven Blum                   |                     |
| Ikeda                                            | Yasunori Matsumoto                |                               |                     |
| Sakomizu                                         | Masahiko Tanaka                   |                               |                     |
| Saragi                                           |                                   | Kyle Hebert                   |                     |

Altri personaggi sono:
- Barone Howard
- Alice
- Lucius Isaac
- Kikyo Mikage
- Tanba Yagyu
- Membro del Consiglio Superiore
- Poliziotto
- Matthes
- Cimarron
- Tanaka

## Episodi
| Nº | Titolo italiano (tradotto) Giapponese 「Kanji」 - Rōmaji | In onda           | In onda |
| Nº | Titolo italiano (tradotto) Giapponese 「Kanji」 - Rōmaji | Giapponese        |         |
| 1  | Quell'uomo, Blade 「その男、ブレイド」 - Sono Otoko, Bureido | 1º luglio 2011    |         |
| 1  | Mentre ricapitola la sua storia, Blade cerca il vampiro che ha ucciso sua madre. Makoto e Hayate scatenano il vampiro al Club Feed, Blade si unisce e uccide il lupo mannaro Ladu. Il leader dei vampiri Diacono Frost infetta Hayate e Blade capisce che è lui quello che sta cercando. Blade uccide Hayate e Makoto giura vendetta per questo. |                   |         |
| 2  | Mondo pazzo 「狂った世界」 - Kurutta Sekai | 8 luglio 2011     |         |
| 2  | Delle donne migranti illegali sono scomparse. Il detective Sakomizu indaga su un nascondiglio di Yakazu, dove Blade incontra Sakomizu per farsi portare al quartier generale della polizia. Blade interroga il capo corrotto della polizia Gondou. Nei sotterranei, Blade e Sakomizu trovano Tanaka, che sta prendendo il sangue delle donne rapite attraverso uno strano macchinario (fattoria di sangue). Sakomizu con l'aiuto di Makoto combatte i gatti vampiri di Tanaka e libera le donne, mentre Blade combatte Tanaka che si rivela essere un mostro tigre dell'acqua e riesce ad ucciderlo. Tutti sono in grado di fuggire dal luogo mentre esplode la bomba di autodistruzione di Tanaka. Blade continua la sua ricerca del Diacono Frost. |                   |         |
| 3  | Cacciatore di vampiri 「ヴァンパイア・ハンター」 - Vanpaia Hantā | 15 luglio 2011    |         |
| 3  | Blade è accompagnato da Noah van Helsing e dal suo cane Razor, a bordo di una nave gestita dal capitano McRay, Makoto si intrufola a bordo e complotta per uccidere Blade. Dopo aver visto Blade durante un'iniezione di Retrovirus, Noah spiega a Makoto come ha trovato, allevato e aiutato Blade. La nave viene attaccata dai Mandurugo. Makoto mette da parte la vendetta per salvare Blade da Matthes, leader dei Mandrurugo. Blade sconfigge Matthes iniettandole il Retrovirus. I Mandrurugo fuggono, portando con loro il corpo di Matthes e Noah. |                   |         |
| 4  | I giorni dell'infanzia 「少年の日々」 - Shōnen no Jibi | 22 luglio 2011    |         |
| 4  | Nelle Filippine, Blade ricorda quando era bambino, è cresciuto da una grande famiglia di femmine, poi la madre vampira Tara gli ha tolto tutto. Durante un commercio di schiavi, Makoto salva Noah, mentre Blade uccide le Mandurugo e la loro capo Matthes. Blade, Makoto e Razor continuano a seguire la pista di Frost. |                   |         |
| 5  | L'isola splendente 「光る島」 - Hikaru Shima | 29 luglio 2011    |         |
| 5  | Mentre Blade, Makoto e Razor si infiltrano nell'Isola Siquijor, Lucius Issac rilascia a Frost un avvertimento contro le sue attività. Blade si imbatte nei nativi Verdugo, che sono a caccia del Manananggal. Dopo aver attaccato la base, Blade lotta contro Frost solo per essere sconfitto, e Frost riesce a prelevarli un campione di sangue. Arriva il Manananggal e attacca il villaggio dei Verdugo. Con l'aiuto di una Verdugo e dei loro poteri spirituali, Blade uccide il Manananggal. |                   |         |
| 6  | Il mago guaritore 「魔法医の男」 - Mahōi no Otoko | 5 agosto 2011     |         |
| 6  | Un pipistrello vampiro dice a Blade che può trovare Frost a Sumatra. Lì Frost sta estraendo l'argento grazie alle persone del villaggio rese schiave. Lo sciamano Agus cerca l'aiuto di Blade per curare le donne locali trasformate in Sundel bolong. Blade è scettico e attacca la miniera d'argento il giorno dopo. Agus viene infettato dalla moglie ormai trasformata in vampiro, resosi conto che la sua cura non funziona lo sciamano, usa l'acqua sacra per distruggere tutte le Sundel bolong, e di conseguenza anche se stesso. Blade si dirige verso la miniera e combatte a morte il vampiro Uomo-ratto chiamato Saragi. Blade prende un po' di acqua sacra prima di riprendere la sua caccia a Frost.                                   |                   |         |
| 7  | Il Diurno e il mutante 「デイ・ウォーカーとミュータント」 - Dei Uōkā to Myūtanto | 12 agosto 2011    |         |
| 7  | Blade e Mokoto arrivano alla spiacevole isola di Madripoor. Wolverine si allea con loro. Il leader Djalal della Viper gang scatena un esercito di Polong e i suoi uomini su Blade, mentre Lucius Isaac distrugge l'impianto di munizioni d'argento e ferisce Djalal. Blade, Wolverine e Djalal riescono a uccidere Isaac, poi Djalal muore. Dopo Wolverine va per la sua strada per trovare la AIM. |                   |         |
| 8  | Apocalisse eterna 「永遠の黙示録」 - Eien no Mokushiroku | 19 agosto 2011    |         |
| 8  | Il Vampiro High Council complotta un metodo per liberarsi sia di Blade che di Frost. In Vietnam, durante un'imboscata con dei Vampiri Ninja, Blade viene accolto da un marine veterano, Stan Davis, l'ultimo dei Super Vampiri Soldato. Stan rifiuta l'offerta di Kikyo di unirsi a Frost, quindi Kikyo lo uccide. Blade quindi inizia un duello con Kikyo. |                   |         |
| 9  | Il legame tra gli studenti e il maestro 「師弟の絆」 - Shitei no Kizuna | 26 agosto 2011    |         |
| 9  | Blade e Kikyo ricordano il loro allenamento di combattimento con il Maestro Tanba mentre duellano. Tanba si presenta davanti a loro ma scoprono che è diventato un vampiro, essendo stato infettato con la forza dal Diacono Frost mentre soffriva di cancro ai polmoni. Blade impara la tecnica della spada finale Luna Caotica (Chaotic Moon) e uccide Tamba. Frost arriva e cattura Blade. |                   |         |
| 10 | Il vortice del lamento 「慟哭の渦へ」 - Dōkoku no Uzu e | 2 settembre 2011  |         |
| 10 | In Cambogia, Frost ha imprigionato Blade per analizzare la sua tolleranza alla luce solare. Frost riassume Blade nella sua passata tragedia di perdere il suo dedicato figlio Edgar in un vampiro e la polizia non ha alzato un dito per aiutare. Frost fece esperimenti genetici finché non si trasformò in un vampiro dominante. Makoto e Razor si infiltrano nel laboratorio, ma mentre Makoto trova Blade, Frost si avvicina alle sue spalle. |                   |         |
| 11 | Compagni 「相棒」 - Aibō | 9 settembre 2011  |         |
| 11 | Frost morde Makoto, facendo sì che Blade dia a Frost l'adrenalina di cui ha bisogno. Mentre Makoto combatte, Noah irrompe e distrugge il laboratorio. Frost fugge con i campioni di sangue. Blade mette Makoto fuori dalla sua sofferenza prima che la sua infezione prenda il sopravvento. Nella città vampirica di Armarot, l'Alto Consiglio combatte contro Frost e il suo esercito di ibridi vampiri, Blade si presenta più tardi. Nel frattempo alcune delle forze di Frost travolgono il quartier generale del Consiglio Superiore. |                   |         |
| 12 | Il lato oscuro 「闇の向こう側」 - Yami no Mukōgawa | 16 settembre 2011 |         |
| 12 | Kikyo si unisce alla battaglia di Blade in Armarot combattendo un verme vampiro a sette teste, mentre Noah fa esplodere l'arsenale del Frost e usa l'acqua sacra per distruggere il nucleo di potere di Armarot, che spazza via le forze dei vampiri. Blade combatte i mutanti del vampiro diurno di Frost, mentre Frost si sta mutando con il sangue di Blade. Blade uccide i vampiri mutanti e Frost si trasforma in un potente vampiro. Blade subisce molte ferite, ma con lo sforzo uccide Frost per sempre. Nei post-crediti, Blade è a Londra dove salva una donna dai vampiri che sono seguaci del Darkhold. |                   |         |

## Colonna sonora
Sigla di apertura
- Slashing Through the Night

Sigla di chiusura
- Between Darkness and Sanity